# Federální shromáždění (Rusko)
Federální shromáždění Ruské federace (rusky: Федера́льное Собра́ние) je dle ruské ústavy (od roku 1993) národním zákonodárným orgánem Ruské federace.
Předseda federálního shromáždění je po prezidentovi federace a premiérovi třetí nejvýznamnější funkcí. Zastupuje prezidenta v případech, kdy není schopen vykonávat svou funkci či se jeho úřad uvolní.
Federální shromáždění má formu dvoukomorového parlamentu. Sestává ze Státní dumy (dolní komora) a Rady federace (horní komora). Sídlo obou komor se nachází v Moskvě.

## Zákonodárná moc
Platí, že veškeré zákony musí být odhlasovány prve federálním shromážděním než jsou prohlášeny za platné. Všechny návrhy zákona včetně těch, které navrhne federální rada, musí být předloženy Státní dumě. Po schválení většinou poslanců Dumy je zákon předložen Radě federace, která má čtrnáct dnů k umístění návrhu do svého jednacího plánu. Rada federace nemá možnost upravovat návrhy, které prošly schválením Dumy, může je pouze schválit či zamítnout. Pokud návrh v této fázi zamítne, obě komory mohou ustanovit komisi mající za úkol vypracovat společný kompromis v návrhu zákona. Pokud takového kompromisu nedosáhnou, popřípadě Duma trvá na původní verzi návrhu, může být veto Rady federace přehlasováno, hlasují-li dvě třetiny ústavního složení dolní komory pro zákon.
Státní duma a Rada federace obvykle zasedají odděleně. Společná jednání se konají ku příležitosti každoročního proslovu prezidenta Ruské federace k Federálnímu shromáždění a ve výjimečných případech.